# Manchester City Football Club 2003-2004
Questa pagina raccoglie i dati riguardanti il Manchester City Football Club nelle competizioni ufficiali della stagione 2003-2004.
Al termine della stagione: David James (Inghilterra), Paul Bosvelt (Paesi Bassi) furono convocati per il Campionato europeo di calcio 2004.

## Team Kit
Lo sponsor tecnico fu per la prima volta Reebok.
| Casa (ver. 1) | Casa (ver. 2) | Trasferta |

## Rosa
Fonte:
| N. |                        | Ruolo | Calciatore        |
| -- | ---------------------- | ----- | ----------------- |
| 1  | Inghilterra (bandiera) | P     | David James       |
| 1  | Inghilterra (bandiera) | P     | David Seaman      |
| 3  | Belgio (bandiera)      | D     | Daniel van Buyten |
| 4  | Paesi Bassi (bandiera) | D     | Gerard Wiekens    |
| 5  | Francia (bandiera)     | D     | Sylvain Distin    |
| 6  | Stati Uniti (bandiera) | C     | Claudio Reyna     |
| 8  | Inghilterra (bandiera) | A     | Robbie Fowler     |
| 9  | Costa Rica (bandiera)  | A     | Paulo Wanchope    |
| 10 | Francia (bandiera)     | C     | Antoine Sibierski |
| 11 | Inghilterra (bandiera) | A     | Jon Macken        |
| 12 | Inghilterra (bandiera) | P     | Nicky Weaver      |
| 15 | Norvegia (bandiera)    | D     | Alf Inge Håland   |
| 17 | Cina (bandiera)        | D     | Sun Jihai         |
| 18 | Germania (bandiera)    | C     | Michael Tarnat    |

| N. |                        | Ruolo | Calciatore            |
| -- | ---------------------- | ----- | --------------------- |
| 19 | Australia (bandiera)   | C     | Danny Tiatto          |
| 20 | Inghilterra (bandiera) | C     | Steve McManaman       |
| 22 | Irlanda (bandiera)     | D     | Richard Dunne         |
| 24 | Inghilterra (bandiera) | C     | Joey Barton           |
| 25 | Islanda (bandiera)     | P     | Árni Gautur Arason    |
| 26 | Paesi Bassi (bandiera) | C     | Paul Bosvelt          |
| 27 | Danimarca (bandiera)   | D     | Mikkel Bischoff       |
| 28 | Inghilterra (bandiera) | C     | Trevor Sinclair       |
| 29 | Inghilterra (bandiera) | C     | Shaun Wright-Phillips |
| 30 | Francia (bandiera)     | C     | Christian Negouai     |
| 32 | Danimarca (bandiera)   | P     | Kevin Stuhr Ellegaard |
| 39 | Francia (bandiera)     | A     | Nicolas Anelka        |
| 43 | Irlanda (bandiera)     | D     | Patrick McCarthy      |